# HolyHell
HolyHell ist eine US-amerikanische Power-Metal-Band.

## Geschichte
Die Band wurde 2005 von der Sängerin Maria Breon, den Gitarristen Joe Stump und Tom Hess, dem Bassisten Jay Rigney, dem Keyboarder Francisco Palomo und dem ehemaligen Schlagzeuger der Band Manowar, Kenny „Rhino“ Earl, der als einziges Mitglied bereits einen gewissen Bekanntheitsgrad aufweist, gegründet. Der Name soll die Verbindung von etwas gegensätzlichem, hier die Stimme einer Frau und die Klänge der E-Gitarren, zeigen.
Das Release ihres Debüt-Albums wurde verschoben, damit die Band mit Manowar und Rhapsody of Fire 2007 auf die Demons, Dragons and Warriors-Tour gehen konnte, bei der HolyHell die beiden Bands schon 2005 begleitet hatte. 2005 traten HolyHell außerdem beim Earthshaker-Festival und auf dem tschechischen Metalfestival Masters of Rock auf.
Die erste Veröffentlichung der Band, eine Single mit dem Namen Apocalypse, erfolgte im März 2007. Produzent war Manowar-Bassist Joey DeMaio, der auch zusammen mit Manuel Staropoli Komponist der Lieder ist.
Am 26. Juni 2009 wurde das Debüt-Album HolyHell veröffentlicht. Es umfasst 13 Titel, von denen drei auch schon auf der Single Apocalypse enthalten waren. Die Gesamtspieldauer beträgt knapp 71 Minuten.
Anfang 2011 verließ Schlagzeuger Rhino die Band und wurde zwischenzeitlich durch John Macaluso (ehemals Riot, Yngwie Malmsteen u. a.) ersetzt, der seit Herbst 2011 als festes Mitglied gilt. Mit ihm wird an einem neuen Album gearbeitet, welches für 2012 angekündigt wurde. Das Album, welches Darkness Visible betitelt wurde, hat man trotz anfänglicher Ankündigung es parallel zum Manowar-Album The Lord of Steel veröffentlichen zu wollen auf Herbst 2012 verschoben. Stattdessen brachte man die EP Darkness Visible – The Warning heraus, welche drei Songs des kommenden Albums enthält.
Im September 2012 verkündete die Band auf ihrer Facebookseite, dass sie sich vom aktuellen Management (und Label) Magic Circle Music trennen wird.

## Gastmusiker
In der HolyHell-Interpretation des Liedes Phantom Of The Opera ist Manowar-Sänger Eric Adams als Phantom im Duett mit Maria Breon zu hören.
Im Gegenzug ist Francisco Palomo auch hin und wieder als Gastkeyboarder bei Manowar zu hören.

## Diskografie
- 2007: Apocalypse (5"-Single)
- 2009: HolyHell
- 2012: Darkness Visible - The Warning (EP)